# Sporminore
Sporminore es una comune italiana situada en la provincia autónoma de Trento. Tiene una población estimada, a fines de junio de 2022, de 710 habitantes.

## Evolución demográfica
| Gráfica de evolución demográfica de Sporminore entre 1861 y 2022 |
|                                                                  |
| Fuente: ISTAT - Elaboración gráfica de Wikipedia                 |